# 太平洋戰爭史
太平洋戰爭史（たいへいようせんそうし）又は太平洋戦争史は、連合国軍の占領下にあった日本で、1945年（昭和20年）12月8日より10回にわたり連合国司令部記述として全国の新聞紙上に連載された宣伝記事である。

## 概要
「国民は完全なる歴史を知るべきだ」、「軍国主義者の行った侵略を白日に」、などという連合国軍最高司令官総司令部（GHQ/SCAP）の趣意により、「―奉天事件よりミゾリー号（戦艦ミズーリ）降伏調印まで―」という副題に掲げられた期間を対象として記述された、GHQによる宣伝占領政策の一つであった。
『太平洋戦争史』は1946年（昭和21年）4月、高山書院から聯合軍総司令部民間情報教育局資料提供、中屋健弌訳として刊行された。副題は「―奉天事件より無条件降伏まで―」に換えられている。また、訳者のことばとして当局の厳密なる校閲を仰いだことが記されている。しかし、この訳者のことばは民間検閲支隊による検閲により「大東亜戦争」の語が削除され、「太平洋戦争」へと書き換えられた。
これらの宣伝に対して、GHQに対する批評の禁止などプレスコード等によって言論統制されていたために、批判や反論、検証などは許されず、他の占領政策と相まってこれらの考えが次第に国民の間に押し広められていった。